# 9月5日
9月5日（くがついつか）は、グレゴリオ暦で年始から248日目（閏年では249日目）にあたり、年末まであと117日ある。

## できごと

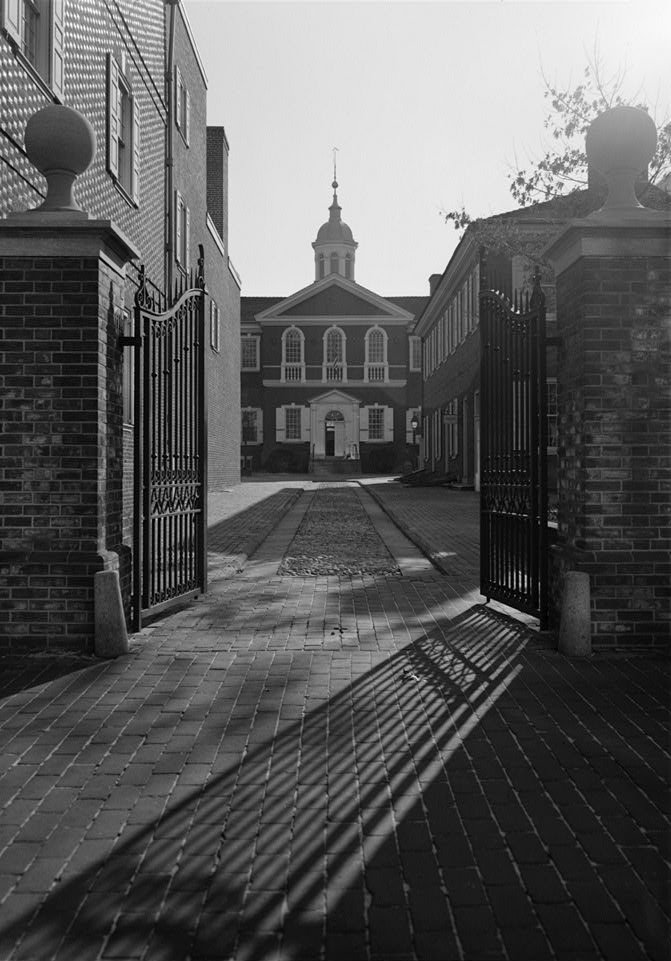
北米の13植民地で大陸会議はじまる(1774)。画像は会場のカーペンターズホール

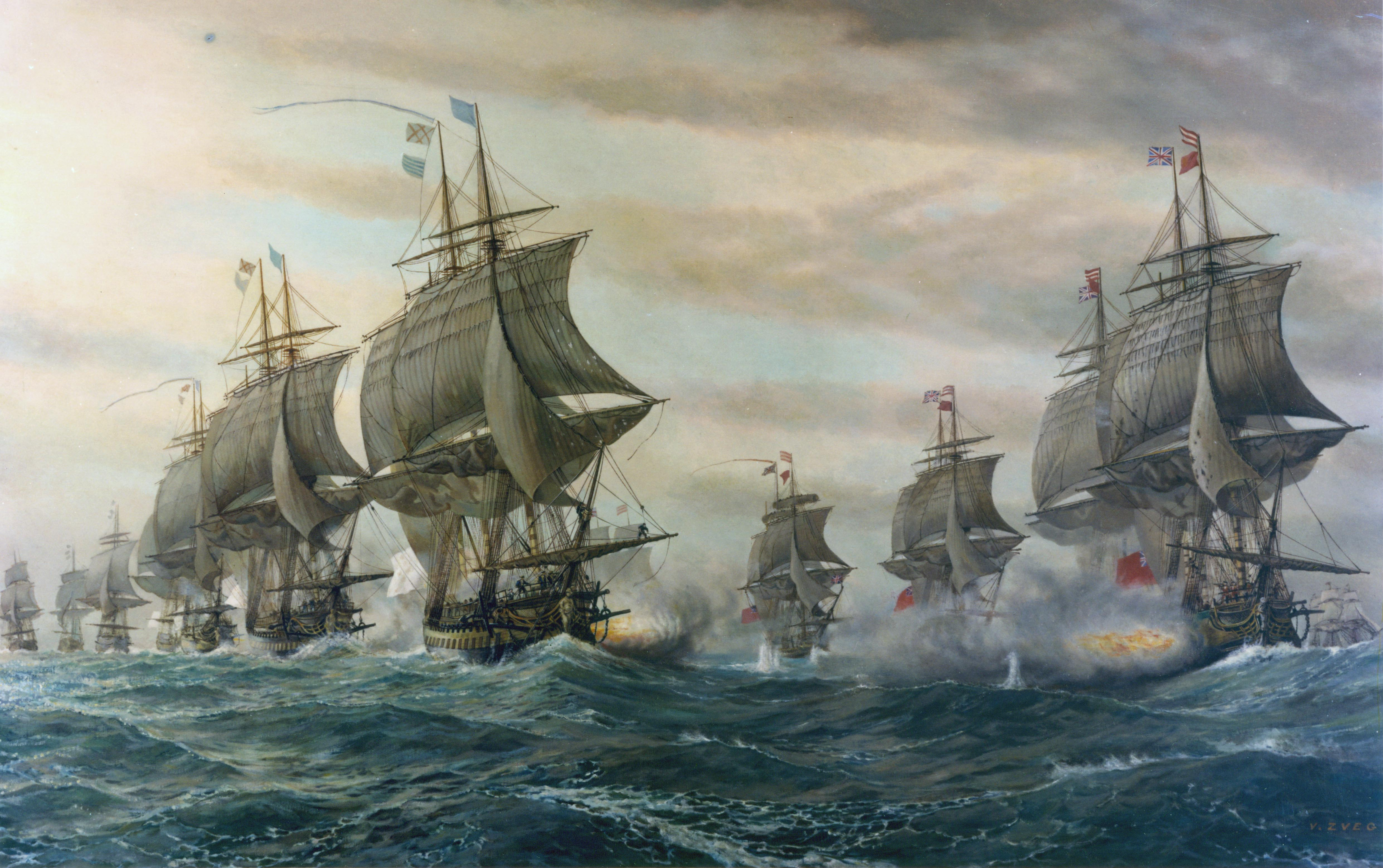
アメリカ独立戦争、チェサピーク湾の海戦(1781)。仏海軍の勝利により英海軍はアメリカへの増援が不可能となる

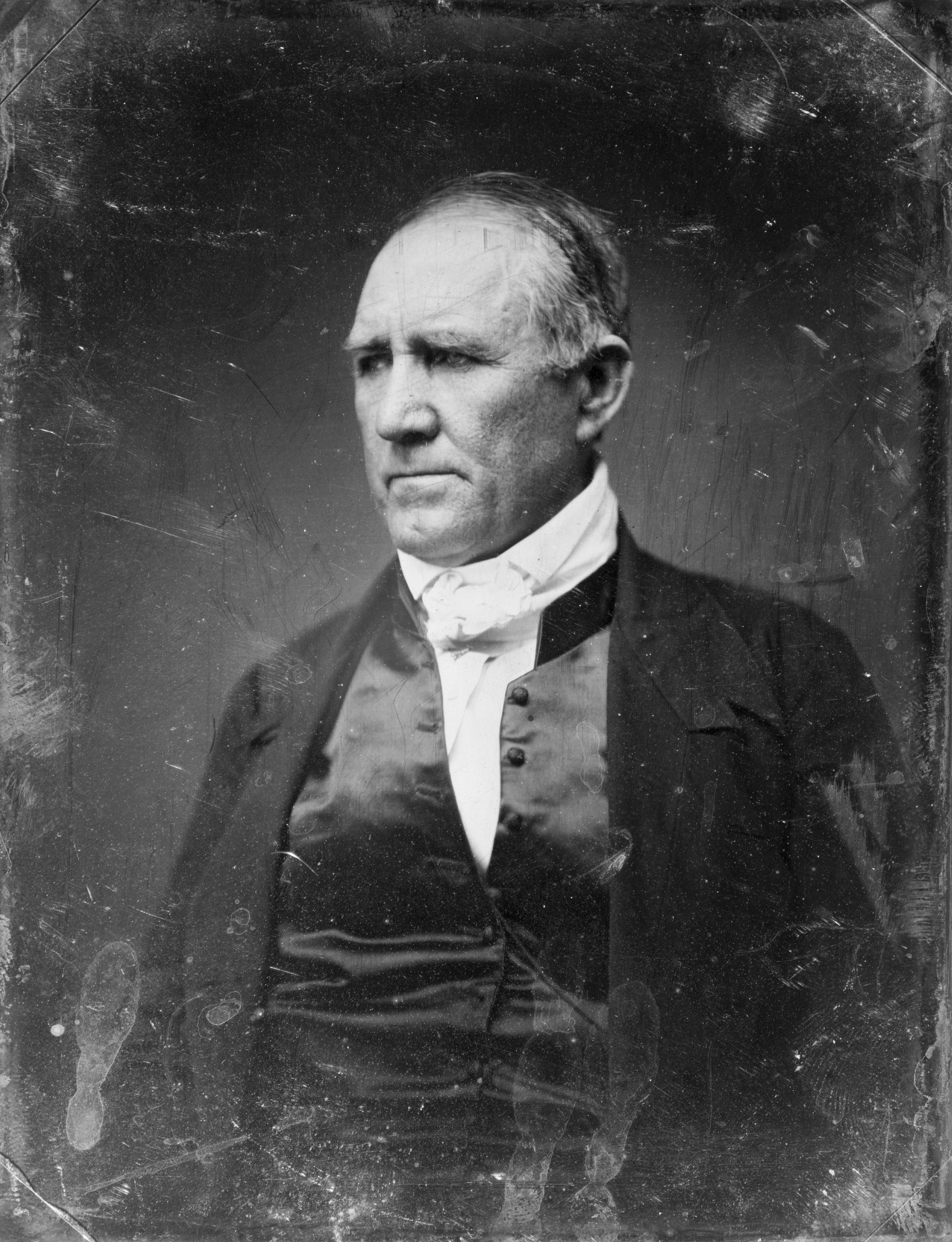
サミュエル・ヒューストン、テキサス共和国大統領に選出(1836)。

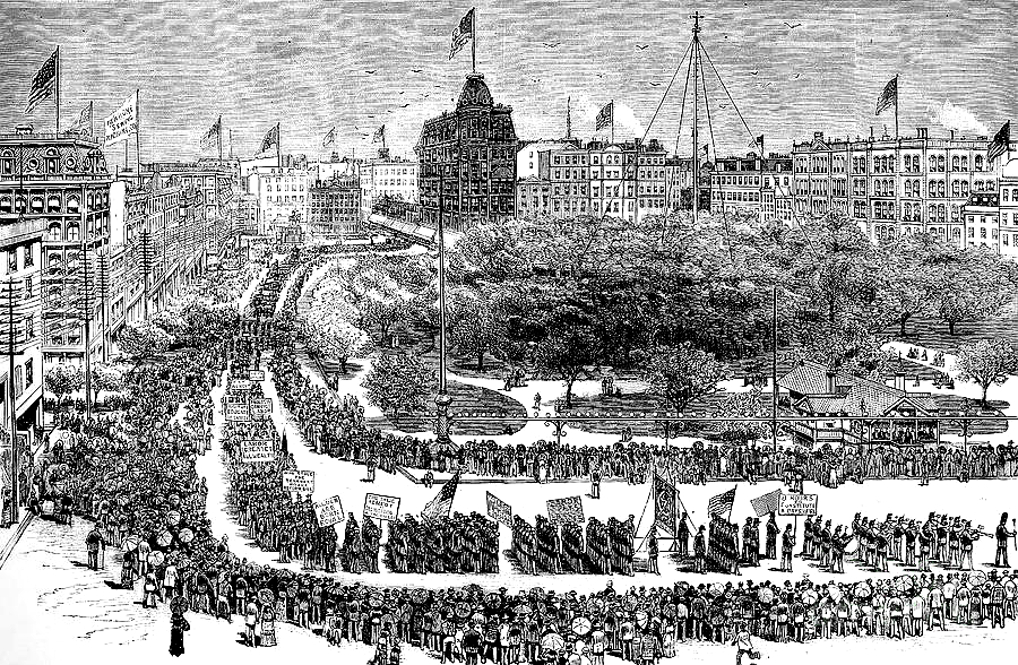
ニューヨークで労働者がパレード(1882)。レイバー・デーのはじまり。

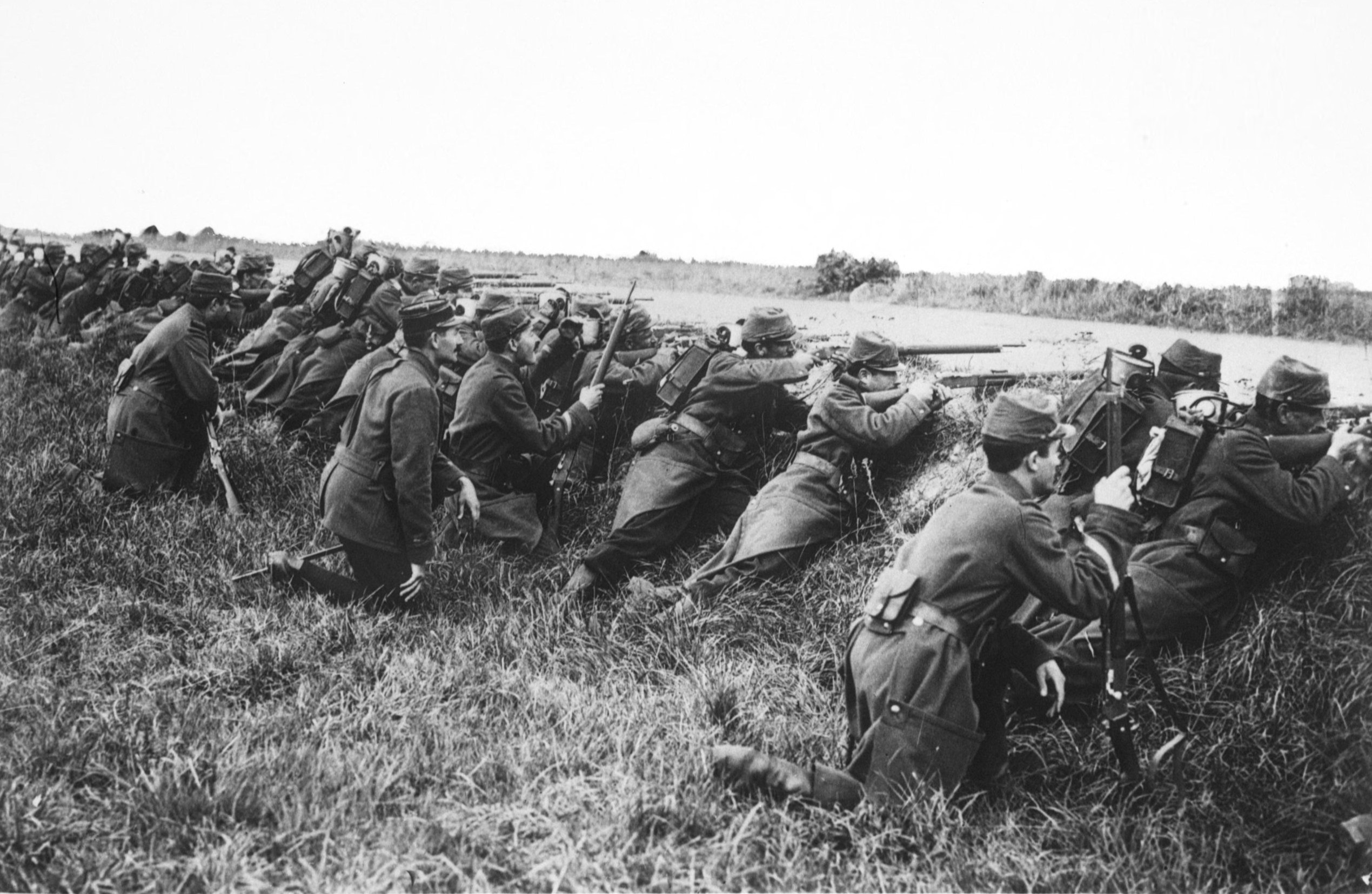
第一次世界大戦、マルヌ会戦(1914)。ドイツの進撃は喰い止められ、大戦は長期化へ

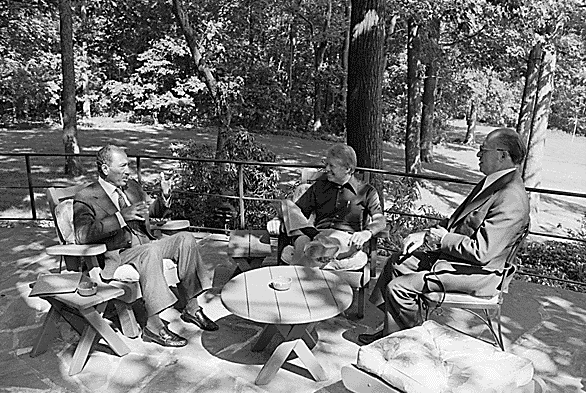
キャンプ・デービッド会談はじまる(1978)。画像左から順にサダト、カーター、ベギン。

- 917年（乾亨元年8月16日） - 十国南漢の初代皇帝劉龑が即位し同国が成立。
- 1158年（保元3年8月11日） - 在位3年の後白河天皇が守仁親王（二条天皇）に譲位し、上皇となって院政を開始。
- 1205年（元久2年閏7月20日） - 鎌倉幕府初代執権・北条時政が、実子の北条政子・義時によって執権を廃され出家させられる。義時が第2代執権に就任。
- 1595年（文禄4年8月2日）- 京都三条河原で関白豊臣秀次の正室・側室・遺児ら39名が処刑される。
- 1596年（慶長元年閏7月13日） - 近畿地方で大地震（慶長伏見地震）が発生。伏見城の天守が大破する。
- 1661年 - ニコラ・フーケがマスケット銃士隊長のダルタニャンの手で逮捕される。
- 1666年 - ロンドン大火が鎮火。
- 1697年 - 大同盟戦争：ハドソン湾の戦い
- 1725年 - ルイ15世とマリー・レクザンスカが結婚する。
- 1774年 - フィラデルフィアで第一次大陸会議が始まる。
- 1781年 - アメリカ独立戦争：チェサピーク湾の海戦が行われる。
- 1793年 - フランス革命：ジャック・ルーが逮捕・投獄される。
- 1793年 - フランス革命：この日の演説でベルトラン・バレル（英語版）が、テロの美化と革命軍の創設について演説する。
- 1798年 - フランス革命：ジュールダン＝デルブレル法（英語版、フランス語版）可決により、フランスで徴兵制が実施される。
- 1816年 - 復古王政：またと見出しがたい議会が解散。
- 1836年 - サミュエル・ヒューストンがテキサス共和国大統領に選出。
- 1864年（元治元年8月5日） - 下関戦争：四国艦隊下関砲撃事件。英米蘭仏の4か国連合艦隊が下関に砲撃開始。
- 1872年（明治5年8月3日）- 日本で学制が公布。
- 1877年 - インディアン戦争：クレイジー・ホースが銃剣で刺殺される。
- 1882年 - ニューヨークで労働者団体がパレードを行い、レイバー・デーのはじまりとなる。
- 1887年 - 800名が観劇中の英国エクセターの王立劇場の舞台上で火災が発生。死者は約150名と言われており、19世紀の英国史上最悪の火災とされる[1]。
- 1888年 - 信越本線の横川駅前から碓氷峠を越えた直江津線（現・しなの鉄道線）軽井沢駅までの間を結ぶ、碓氷馬車鉄道が開業。
- 1905年 - ポーツマス条約が締結され、日露戦争が終結。日比谷焼打事件発生、日本各地でも同様の暴動が起こる。
- 1913年 - 阿部守太郎暗殺事件発生。
- 1914年 - 第一次世界大戦：マルヌ会戦が始まる。
- 1915年 - ツィンマーヴァルト会議が開催（～8日）、ツィンマーヴァルト運動の始まり。
- 1918年 - ロシアでウラジーミル・レーニンが赤色テロ政令を布告し、白色テロには赤色テロで応じることを宣言。
- 1926年 - 万県事件、イギリス軍による中国への砲撃事件。
- 1927年 - ディズニー映画『Trolley Troubles』公開。
- 1929年 - 富山県新湊町で大火。住宅500余戸が全焼[2]。
- 1932年 - オートボルタ植民地が解散、1947年の復活までコートジボワール、フランス領スーダン、ニジェール植民地に分割される。
- 1936年 - スペイン内戦：ロバート・キャパが「崩れ落ちる兵士」を撮影。
- 1938年 - セグロ・オブレロ虐殺（英語版）: チリで、クーデターが発生するが、未遂に終わる。
- 1939年 - 第二次世界大戦：アメリカ合衆国がヨーロッパ戦線での中立を表明。
- 1939年 - NHKラジオで徳川夢声の朗読による吉川英治の小説『宮本武蔵』が放送開始。
- 1941年 - 第二次世界大戦：ドイツがエストニア全土を占領。
- 1942年 - 第二次世界大戦：ラビの戦い：日本軍が撤退。
- 1943年 - 第二次世界大戦：ラエ・サラモアの戦い：南西太平洋方面連合軍総司令官ダグラス・マッカーサー大将自らB-17に搭乗して督戦する中、ラエ北西20キロのナザブ平原にアメリカ軍第503空挺連隊とオーストラリア軍第7師団の一部が空挺降下。
- 1945年 - 第二次世界大戦・ソ連対日参戦: この日までにソ連軍が北方領土（国後島、択捉島、色丹島、歯舞群島）を占領。11月1日に北方領土のソ連軍不法占領に対し、米軍の占領下において治安の回復をはかる目的で、北海道附属島嶼復帰懇請委員会（仮称）結成の動きが根室町に起こる。（北方領土問題の始まり）
- 1945年 - トロントのソビエト大使館の職員であるイゴーリ・グゼンコが亡命し、ソ連の北米での諜報活動を暴露。
- 1946年 - 第二次大戦後初の日本の国民学校用国史教科書『くにのあゆみ』が発行。
- 1948年 - ロベール・シューマンがフランスの第115代閣僚評議会議長に就任。戦後の主要な条約の調印に関わることに。
- 1957年 - 初の交流電化区間である国鉄仙山線・仙台 - 作並で交流電気機関車の営業運転を開始。
- 1957年 - フルヘンシオ・バティスタがシエンフエーゴスでキューバ革命の反乱軍を爆撃。
- 1960年 - レオポール・セダール・サンゴールがセネガル初代大統領に指名される（翌日就任）。
- 1960年 - モハメド・アリがローマ五輪のボクシング競技のライトヘビー級で金メダルを獲得。当時はカシアス・クレイの名前で出場していた。
- 1962年 - 国鉄スワローズの金田正一が通算3509奪三振の世界記録（当時）を達成[3]。
- 1963年 - 草加次郎事件の最後の事件。地下鉄銀座線京橋駅で時限爆弾が爆発し10人が負傷。
- 1966年 - 第2宮古島台風により沖縄・宮古島で日本の最大瞬間風速記録・85.3m/sを観測。
- 1968年 - フォーリーブスがシングル「オリビアの調べ」で歌手デビュー。
- 1970年 - ベトナム戦争：アメリカ地上軍が参加し、1971年10月8日まで実施された大規模軍事作戦、ジェファーソン・グレン作戦（英語版）が始まる。
- 1970年 - この年のF1ワールドグランプリにて第10戦のイタリアGP予選での事故で死亡したヨッヘン・リントが死後に優勝。F1のドライバーズチャンピオンを死後追贈された唯一のレーサーとなる。
- 1971年 - 欧陽菲菲がシングル「雨の御堂筋」で歌手デビュー。
- 1971年 - 東京都新川の水門が故障して一時的に開放状態となる。折からの高潮、満潮が重なり船堀など新川一帯の約3000戸が床下浸水[4]。
- 1972年 - ミュンヘンオリンピック事件。ミュンヘンオリンピックの選手村でパレスチナゲリラがイスラエル選手団を殺害。
- 1975年 - ジェラルド・R・フォード暗殺未遂事件: 米大統領ジェラルド・フォードがカリフォルニア州サクラメントでリネット・スキーキー・フロム（英語版）による攻撃を受ける。
- 1977年 - アメリカの惑星探査機「ボイジャー1号」打ち上げ。
- 1977年 - 9月3日に通算ホームラン数の世界最高記録（756本）を樹立した王貞治に、初の国民栄誉賞が贈られ、授賞式が行われる。
- 1978年 - ジミー・カーター米大統領、アンワル・アッ＝サーダートエジプト大統領、メナヘム・ベギンイスラエル首相がキャンプ・デービッドに集結し三者会談が始まる。（キャンプ・デービッド会談）
- 1980年 - スイスのゴッタルド道路トンネルが開通。当時世界最長（現在第4位）の道路のトンネル。
- 1981年 - 三和銀行茨木支店の行員がオンラインシステムを悪用して1億3千万円を詐取していたことが発覚。8日にマニラで行員を逮捕。
- 1984年 - サッポロビールが「ソラチエース」を品種登録。
- 1984年 - 西オーストラリア州が死刑を廃止しオーストラリア全州での死刑廃止がなされる。
- 1986年 - プリンスの初来日公演が大阪市中央区の大阪城ホールからスタート。
- 1986年 - パンアメリカン航空73便ハイジャック事件。
- 1987年 - ナチスによって殺害された同性愛者を追悼するホモモニュメントがアムステルダムに設立される。
- 1991年 - 1989年6月27日にジュネーブで採択された1989年、先住民および部族人民協定 (No.169)（英語版）が発効。
- 1995年 - フランスが南太平洋・ムルロア環礁で地下核実験を実施。
- 2000年 - ツバルが国連に加盟。
- 2004年 - 紀伊半島南東沖地震が発生[5]。
- 2005年 - マンダラ航空091便墜落事故が起こる。
- 2005年 - サンゲ・ゲドゥプが第8代ブータン王国閣僚評議会議長に就任。
- 2012年 - イギリス、レスターの駐車場地下にあった修道院遺構で人骨を発見。後にDNA型鑑定の結果、リチャード3世の遺骨と判明[6]。
- 2019年 - 第66代イタリア閣僚評議会議長ジュゼッペ・コンテが第2次内閣を組閣。
- 2019年 - 恐竜化石「むかわ竜」を新属新種のカムイサウルスとする研究がイギリスの科学雑誌である “Scientific Reports” に掲載される[7]。
- 2019年 - 京浜急行本線神奈川新町第1踏切衝突事故: 京浜急行電鉄神奈川新町第1踏切で 踏切で立ち往生したトラックと青砥発三崎口行き8両編成の下り快特列車が衝突する事故が発生。1両目から3両目が脱線して大きく傾斜した。乗客75名と運転士および車掌が負傷、トラックの運転手は死亡した。
- 2021年 - ギニアでクーデター。第4代大統領のアルファ・コンデが拘束され、軍の特殊部隊が憲法の停止や政府の解散を宣言[8]。
- 2021年 - サントメ・プリンシペの大統領にカルロス・ビーラ・ノヴァが指名される。

## 誕生日
- 699年 - アブー・ハニーファ、神学者、法学者（+ 767年）
- 989年（端拱2年8月29日） - 范仲淹、北宋の文人・政治家（+ 1052年）
- 1187年 - ルイ8世、フランス国王（+ 1226年）
- 1319年 - ペドロ4世、アラゴン王（+ 1387年）
- 1451年 - イザベル・ネヴィル、クラレンス公ジョージの妻（+ 1476年）
- 1533年 - ヤコポ・ザバレラ（英語版）、哲学者（+ 1589年）
- 1540年 - マグヌス（ホルスタイン公爵）（英語版）、デンマーク王子、リヴォニア王（+ 1583年）
- 1567年（永禄10年8月3日） - 伊達政宗、大名（+ 1636年）
- 1568年 - トマソ・カンパネッラ、聖職者、哲学者（+ 1639年）
- 1604年（慶長9年8月12日）- 松平定房、初代今治藩主（+ 1676年）
- 1638年 - ルイ14世、フランス国王（+ 1715年）
- 1641年 - ロバート・スペンサー、第2代サンダーランド伯（+ 1702年）
- 1642年 - マリア・ファン・ナッサウ、オラニエ公フレデリック・ヘンドリックの娘（+ 1688年）
- 1667年 - ジョヴァンニ・ジェローラモ・サッケーリ、司祭、スコラ哲学者、数学者（+ 1733年）
- 1694年 - フランティシェク・ヴァーツラフ・ミーチャ、オペラ指揮者、作曲家（+ 1744年）
- 1695年 - カール・グスタフ・テッシン（英語版）、政治家（+ 1770年）
- 1704年 - モーリス・カンタン・ド・ラ・トゥール、画家（+ 1788年）
- 1722年 - フリードリヒ・クリスティアン、ザクセン選帝侯（+ 1763年）
- 1725年 - ジャン＝エティエンヌ・モントゥクラ（英語版）、数学者、歴史家（+ 1799年）
- 1732年（享保17年7月17日）- 酒井忠温、第6代庄内藩主（+ 1767年）
- 1735年 - ヨハン・クリスティアン・バッハ、オペラ作曲家（+ 1782年）
- 1737年（元文2年8月11日）- 松平信礼、第2代吉田藩主（+ 1770年）
- 1771年 - カール・フォン・エスターライヒ＝テシェン、貴族、軍人（+ 1847年）
- 1772年 - ファトフ・アリー・シャー、カージャール朝シャー（+ 1834年）
- 1774年 - カスパー・ダーヴィト・フリードリヒ、画家（+ 1840年）
- 1781年 - アントン・ディアベリ、作曲家（+ 1858年）
- 1782年（天明2年7月28日）- 前田斉広、第12代加賀藩主（+ 1824年）
- 1791年 - ジャコモ・マイアベーア、作曲家（+ 1864年）
- 1791年（寛政3年8月8日）- 一柳末周、第8代小野藩主（+ 1853年）
- 1792年 - アルマン・デュフレノア、地質学者、鉱物学者（+ 1857年）
- 1797年（寛政9年閏7月15日）- 伊東祐丕、第12代飫肥藩主（+ 1814年）
- 1806年 - ルイ・ジュショー・ド・ラモリシエール（英語版）、軍人、政治家（+ 1865年）
- 1817年 - アレクセイ・コンスタンチノヴィッチ・トルストイ、詩人、小説家、劇作家（+ 1875年）
- 1827年 - ゴッフレード・マメリ（英語版）、詩人、作家（+ 1849年）
- 1829年 - レスター・アラン・ペルトン、発明家（+ 1908年）
- 1831年 - ヴィクトリアン・サルドゥ、作家（+ 1908年）
- 1836年 - ジャスティニアーノ・ボルゴニョ（英語版）、政治家、ペルー大統領（+ 1921年）
- 1839年（天保10年7月28日）- 酒井忠惇、第9代姫路藩主（+ 1907年）
- 1841年（天保12年7月20日）- 松平忠淳、第6代島原藩主（+ 1860年）
- 1847年 - ジェシー・ジェイムズ、ガンマン、無法者（+ 1882年）
- 1852年 - ハンス・ロイシュ、地質学者（+ 1922年）
- 1867年 - エイミー・ビーチ、ピアニスト、作曲家（+ 1944年）
- 1872年 - アル・オース、元プロ野球選手（+ 1948年）
- 1872年 - ホーレス・ライス、テニス選手（+ 1950年）
- 1873年 - コーネリアス・ヴァンダービルト3世、陸軍軍人、発明家、技術者（+ 1942年）
- 1874年 - ナップ・ラジョイ、元プロ野球選手（+ 1959年）
- 1876年 - ヴィルヘルム・フォン・レープ、軍人（+ 1956年）
- 1881年 - オットー・バウアー、政治家、社会学者、哲学者（+ 1938年）
- 1881年 - ヘンリー・メイトランド・ウィルソン（英語版）、軍人（+ 1964年）
- 1883年 - オットー・エーリヒ・ドイチュ、音楽学者（+ 1967年）
- 1883年 - メルビン・シェパード、陸上競技選手（+ 1942年）
- 1888年 - サルヴパッリー・ラーダークリシュナン、政治家、第2代インド大統領（+ 1975年）
- 1889年 - 南原繁、東京帝国大学総長、政治学者（+ 1974年）
- 1890年 - 永野護、実業家、政治家（+ 1970年）
- 1892年 - ヨゼフ・シゲティ、ヴァイオリニスト（+ 1973年）
- 1897年 - モリス・カルノフスキー（英語版）、俳優（+ 1992年）
- 1901年 - マリオ・シェルバ、イタリア閣僚評議会議長（+ 1991年）
- 1901年 - フローレンス・エルドリッジ（英語版）、女優（+ 1988年）
- 1901年 - ピエール・ボスト、作家（+ 1975年）
- 1902年 - ダリル・F・ザナック、映画プロデューサー、脚本家（+ 1979年）
- 1903年 - 棟方志功、版画家（+ 1975年）
- 1903年 - グロリア・ホールデン（英語版）、女優（+ 1991年）
- 1904年 - 石塚喜久三、小説家（+ 1987年）
- 1905年 - モーリス・シャール、空軍軍人（+ 1979年）
- 1905年 - アーサー・ケストラー、ジャーナリスト、小説家、政治活動家、哲学者（+ 1983年）
- 1906年 - サニーランド・スリム、ブルース・ピアニスト、歌手（+ 1995年）
- 1906年 - ジャン・セス、ボクサー（+ 1969年）
- 1906年 - ペーター・ミーク、作曲家（+ 1990年）
- 1908年 - ホアキン・ニン＝クルメル、作曲家（+ 2004年）
- 1908年 - ジョズ・デ・カストロ（英語版）、医師、栄養士、地理学者、作家（+ 1973年）
- 1910年 - レリア・マッキンリー（英語版）、作家（+ 1981年）
- 1912年 - ジョン・ケージ、作曲家（+ 1992年）
- 1912年 - フランク・トーマス、アニメーター（+ 2004年）
- 1914年 - スチュアート・フリーボーン、メイクアップアーティスト（+ 2013年）
- 1914年 - ゲイル・キュービック、作曲家（+ 1984年）
- 1914年 - ニカノール・パラ（英語版）、物理学者（+ 2018年）
- 1918年 - ルイス・アルコリサ（英語版）、脚本家、映画監督、俳優（+ 1992年）
- 1920年 - 三崎千恵子、女優（+ 2012年）
- 1922年 - デニス・ウィルキンソン（英語版）、核物理学者（+ 2016年）
- 1923年 - 西丸震哉、食生態学者、エッセイスト、探検家（+ 2012年）
- 1926年 - 明智十三郎、俳優（+ 2002年）
- 1927年 - ポール・ボルカー、経済学者（+ 2019年）
- 1928年 - 浜田幸一、政治家（+ 2012年）
- 1928年 - ジョイス・ハット、ピアニスト（+ 2006年）
- 1928年 - アルベルト・マンゲルスドルフ、ジャズ トロンボーン奏者（+ 2005年）
- 1929年 - ボブ・ニューハート、コメディアン、俳優、声優（+ 2024年）
- 1929年 - アンドリアン・ニコラエフ、宇宙飛行士（+ 2004年）
- 1930年 - 長沼健、サッカー選手、指導者（+ 2008年）
- 1930年 - 外山高士、俳優、声優（+ 2022年）
- 1932年 - ロバート・デナード、電子工学者、発明家（+ 2024年）
- 1932年 - キャロル・ローレンス（英語版）、女優
- 1933年 - フランシスコ・ハビエル・エラズリス・オッサ（英語版）、聖職者、枢機卿
- 1934年 - 桂本和夫、元プロ野球選手
- 1935年 - ワーナー・エアハード、作家、「フォーラム」設立者
- 1936年 - ビル・マゼロスキー、元プロ野球選手
- 1936年 - ジョン・ダンフォース、国連大使
- 1936年 - ジョナサン・コゾル、教育者
- 1937年 - 前川かずお、絵本作家、漫画家（+ 1993年）
- 1939年 - 利根川進、生物学者
- 1939年 - ジョージ・レーゼンビー、俳優
- 1939年 - ウィリアム・ディヴェイン、俳優
- 1939年 - 若林豪、俳優
- 1940年 - ラクエル・ウェルチ、女優（+ 2023年）
- 1941年 - 中杉弘、思想家、宗教家
- 1942年 - ヴェルナー・ヘルツォーク、映画監督
- 1942年 - 井石礼司、元プロ野球選手
- 1943年 - 広河隆一、フォトジャーナリスト
- 1946年 - フレディ・マーキュリー、歌手（+ 1991年）
- 1946年 - 鈴木照雄、元プロ野球選手
- 1946年 - 木島日出夫、政治家
- 1947年 - メル・コリンズ、サクソフォーン奏者、フルート奏者
- 1947年 - 武山百合子、政治家
- 1951年 - マイケル・キートン、俳優
- 1952年 - 草刈正雄、俳優
- 1953年 - 樋浦一帆、歌手
- 1953年 - 三上明子、フルート奏者（+ 2022年）
- 1955年 - 大口善徳、政治家
- 1958年 - 江藤博利、俳優（元ずうとるび）
- 1959年 - 松尾紀子、アナウンサー
- 1960年 - 千之ナイフ、漫画家
- 1960年 - ウィリー・ゴールト、陸上選手、アメリカンフットボール選手
- 1960年 - ティム・バートサス、元プロ野球選手
- 1960年 - 植村喜八郎、俳優、声優
- 1961年 - マルカンドレ・アムラン、ピアニスト、作曲家
- 1962年 - 中島源陽、政治家
- 1963年 - 大熊英司、アナウンサー
- 1965年 - 仲村トオル、俳優
- 1966年 - 中村あずさ、元女優
- 1967年 - 久米田康治、漫画家
- 1967年 - 村枝賢一、漫画家
- 1967年 - アーネル・ピネダ、ミュージシャン（ジャーニー）
- 1968年 - 松永博史、俳優
- 1968年 - 成嶋竜、空手家
- 1969年 - 國府田マリ子、声優
- 1969年 - レオナルド・ナシメント・ジ・アラウージョ、元サッカー選手、指導者
- 1970年 - 丸山忠久、将棋棋士
- 1971年 - YOU THE ROCK★、ミュージシャン
- 1974年 - 伊達みきお、お笑いタレント（サンドウィッチマン）
- 1974年 - ピーター・ウィルドアー、ミュージシャン、音楽プロデューサー、レコーディング・エンジニア
- 1975年 - 吉野公佳、女優、グラビアアイドル
- 1975年 - KiLa、マジシャン
- 1976年 - カリス・ファン・ハウテン、女優
- 1977年 - 茶畑るり、漫画家
- 1977年 - 押川善文、俳優
- 1977年 - 阪口周平、声優
- 1978年 - 山本博、お笑いタレント（ロバート）
- 1978年 - カオル、お笑いタレント（ダブルネーム）
- 1978年 - マット・ワトソン、プロ野球選手
- 1978年 - クリス・ヒプキンス、政治家、ニュージーランド首相
- 1979年 - 山田耕平、歌手
- 1979年 - 橋本啓、元プロ野球選手
- 1979年 - ライアン・スピルボーグス、元プロ野球選手
- 1981年 - 髙橋早紀、アナウンサー
- 1981年 - 新井利佳、タレント（元チェキッ娘）
- 1981年 - カン・ハンナ、タレント
- 1982年 - 古川麻耶、元ファッションモデル
- 1982年 - 王心凌、歌手
- 1982年 - 木村信、ファッションモデル
- 1982年 - いがわゆり蚊、お笑い芸人
- 1983年 - 小林親弘、俳優、声優
- 1983年 - 竹内和也、元プロ野球選手
- 1983年 - 永井秀昭、ノルディック複合選手
- 1983年 - クリス・ヤング、元プロ野球選手
- 1984年 - 添田豪、テニス選手
- 1984年 - 郭智博、俳優
- 1984年 - 上條倫子、元アナウンサー
- 1986年 - 加藤聡、元プロ野球選手
- 1986年 - 井上雄介、元プロ野球選手
- 1987年 - 三谷竜生、競輪選手
- 1987年 - 深江真登、元プロ野球選手
- 1988年 - 加賀美希昇、元プロ野球選手
- 1988年 - ヌリ・シャヒン、サッカー選手
- 1989年 - 植田圭輔、俳優
- 1989年 - 高木京介、元プロ野球選手
- 1989年 - 駒田航、声優
- 1990年 - 菊地亜美、タレント（元アイドリング!!!16号）
- 1990年 - 相坂優歌、声優
- 1990年 - 笹川友里、アナウンサー
- 1990年 - 井林章、サッカー選手
- 1990年 - 金妍兒、元フィギュアスケート選手
- 1990年 - フランコ・スクリーニ、サッカー選手
- 1991年 - 岩貞祐太、プロ野球選手
- 1991年 - 和田雅成、俳優
- 1991年 - マイケル・ピープルズ、プロ野球選手
- 1992年 - 永瀬拓矢、将棋棋士
- 1994年 - 鷲見友美ジェナ、声優、歌手
- 1994年 - グレゴリオ・パルトリニエリ、競泳選手
- 1995年 - 細田羅夢、歌手、元子役
- 1995年 - 工藤有生、元陸上選手
- 1996年 - 古澤勝吾、元プロ野球選手
- 1996年 - リハイロ・ジヴコヴィッチ、サッカー選手
- 1996年 - 大倉明日香（ASCA）、歌手
- 1996年 - 明璃奈、レースクイーン
- 1997年 - 齊藤京子、タレント（元日向坂46）
- 1997年 - 三浦獠太、俳優
- 1997年 - 中山ふみか、AV女優
- 1997年 - リン・シャン、モデル、チアリーダー
- 1998年 - 九鬼隆平[9]、プロ野球選手
- 1998年 - 小倉ゆうか、女優、モデル、元グラビアアイドル
- 1998年 - 田原萌々、アナウンサー
- 2000年 - 井川龍人、陸上選手
- 2000年 - 五城せのん、グラビアアイドル
- 2000年 - アンソニー・ガルシア、プロ野球選手
- 2003年 - 野田にな、サッカー選手
- 2004年 - 鈴木悠仁、アイドル（ジュニア、少年忍者）
- 2004年 - 上杉真央、タレント
- 2008年 - 芹沢凜、女優
- 生年不詳 - 神崎かるな、漫画家

## 忌日
- 1010年（寛弘7年7月24日） - 大江以言、平安時代の文人（* 955年）
- 1165年（永万元年7月28日）- 二条天皇、第78代天皇（* 1143年）
- 1194年（建久5年8月19日）- 安田義定、鎌倉時代の武将（* 1134年）
- 1201年 - コンスタンス、ブルターニュ女公（* 1161年）
- 1595年（文禄4年8月2日）- 駒姫、関白豊臣秀次の側室（* 1580年）
- 1595年（文禄4年8月2日）- 豊臣仙千代丸、関白豊臣秀次の嫡男（* 1590年）
- 1595年（文禄4年8月2日）- 豊臣土丸、関白豊臣秀次の四男
- 1734年 - ニコラ・ベルニエ、作曲家（* 1664年）
- 1803年 - ピエール・ショデルロ・ド・ラクロ、小説家（* 1741年）
- 1803年 - フランソワ・ドヴィエンヌ、作曲家（* 1759年）
- 1857年 - オーギュスト・コント、哲学者（* 1798年）
- 1866年 - ジュール・デュピュイ、経済学者（* 1804年）
- 1877年 - クレイジー・ホース、アメリカ先住民族ラコタの指導者（* 1840年）
- 1902年 - ルドルフ・ルートヴィヒ・カール・ウィルヒョー、医学者、政治家（* 1821年）
- 1906年 - ルートヴィッヒ・ボルツマン、物理学者（* 1844年）
- 1914年 - シャルル・ペギー、詩人、思想家（* 1873年）
- 1923年 - ドッツ・ミラー、プロ野球選手（* 1886年）
- 1926年 - カール・ハラー、ドイツ労働者党（後の国家社会主義ドイツ労働者党）共同創設者、初代議長（* 1890年）
- 1933年 - 巖谷小波、児童文学作家（* 1870年）
- 1934年 - ルードヴィヒ・キーペルト、数学者（* 1846年）
- 1954年 - 中村吉右衛門 (初代)、歌舞伎役者（* 1886年）
- 1965年 - 飯塚盈延、特別高等警察のスパイ（* 1902年）
- 1970年 - ヨッヘン・リント、F1ドライバー（* 1942年）
- 1973年 - 渡辺仁、建築家（* 1887年）
- 1975年 - 堂本印象、日本画家（* 1891年）
- 1976年 - 徳川義親、貴族院議員、徳川黎明会創設者（* 1886年）
- 1977年 - 吉田竜夫、漫画家、アニメーション原作者、アニメ制作会社タツノコプロ創設者（* 1932年）
- 1978年 - 韓益洙、政治家、軍人（* 1912年）
- 1979年 - 勅使河原蒼風、華道草月流創始者（* 1900年）
- 1986年 - 笑福亭松鶴 (6代目)[10][11]、落語家（* 1918年）
- 1987年 - 芥田武夫、アマチュア野球選手、プロ野球監督（* 1903年）
- 1988年 - ゲルト・フレーベ、俳優（* 1913年）
- 1989年 - 入江徳郎、ジャーナリスト（* 1913年）
- 1992年 - フリッツ・ライバー、SF作家、ファンタジー作家（* 1910年）
- 1992年 - 森康二、アニメーター、絵本作家（* 1925年）
- 1992年 - 太田正男、プロ野球審判員（* 1931年）
- 1996年 - 山村美紗、推理作家（* 1931年）
- 1997年 - マザー・テレサ、修道女（* 1910年）
- 1997年 - ゲオルク・ショルティ、指揮者（* 1912年）
- 1998年 - 堀田善衛、小説家（* 1918年）
- 1998年 - 新妻実、彫刻家（* 1930年）
- 1999年 - ケイティ・ウェブスター、歌手、ピアニスト（* 1936年）
- 2003年 - 青木雄二、漫画家、評論家（* 1945年）
- 2004年 - 中野武彦、小説家（* 1927年）
- 2006年 - 高柳敏夫、将棋棋士（* 1920年）
- 2006年 - 見良津健雄、作曲家（* 1960年）
- 2008年 - ミラ・ショーン、ファッションデザイナー（* 1918年）
- 2008年 - 辻一彦、政治家（* 1924年）
- 2009年 - 高林恒夫、プロ野球選手（* 1938年）
- 2010年 - 富沢祥也[12]、オートバイレーサー（* 1990年）
- 2011年 - 柴野たいぞう（柴野多伊三）、政治家、実業家、元衆議院議員（* 1951年）
- 2012年 - 一番ヶ瀬康子、社会福祉学者、日本女子大学名誉教授（* 1927年）
- 2012年 - 堀川弘通、映画監督（* 1916年）
- 2012年 - 瓜生良介、演出家（* 1935年?）
- 2013年 - ローフス・ミシュ、軍人、元ナチス・ドイツ武装親衛隊員（* 1917年）
- 2014年 - 曽根陽一、写真家（* 1953年）
- 2014年 - 佐藤健一郎、国文学・民俗学者、武蔵野美術大学名誉教授（* 1936年）
- 2015年 - 原節子、女優（* 1920年）
- 2015年 - 竹内黎一、政治家、元自由民主党衆議院議員、第38代科学技術庁長官（* 1926年）
- 2015年 - 小川新一郎、政治家、元公明党衆議院議員（* 1926年）
- 2015年 - 小林陽太郎、実業家、元富士ゼロックス会長、元経済同友会代表幹事（* 1933年）
- 2016年 - フィリス・シュラフリー、憲法学者、著作家（* 1924年）
- 2017年 - 古家野泰也、実業家、弁護士、元京都放送社長（* 1942年）
- 2017年 - 播繁、構造家（* 1938年）
- 2017年 - 馬光洙、小説家（* 1951年）
- 2017年 - ニコラス・ブルームバーゲン、物理学者（* 1920年）
- 2017年 - ホルガー・シューカイ、ミュージシャン（カン）（* 1938年）
- 2018年 - 7代目鶴澤寛治、文楽義太夫節三味線方（* 1928年）
- 2019年 - 金野昭次、スキージャンプ選手（* 1944年）
- 2019年 - 小西行郎、小児科学者、同志社大学教授（* 1947年）
- 2020年 - 神近義邦[13]、実業家、ハウステンボス創業者（* 1942年）
- 2020年 - 佐藤忠義、実業家、元四国電力社長（* 1917年）
- 2020年 - 田中優次、実業家、元西部ガス社長（* 1948年）
- 2021年 - 鬼沢慶一、芸能ジャーナリスト（* 1932年）
- 2021年 - サラ・ハーディング、ミュージシャン （ガールズ・アラウド）（* 1981年）
- 2022年 - 古川貞二郎、厚生官僚、元内閣官房副長官（* 1934年）
- 2022年 - 古田悦造、地理学者、東京学芸大学名誉教授（* 1950年）
- 2022年 - おおたか静流[14]、歌手（* 1953年）
- 2022年 - ラルス・フォークト、ピアニスト、指揮者（* 1970年）
- 2023年 - アナトール・ウゴルスキ、ピアニスト（* 1942年）
- 2024年 - セルジオ・メンデス、ピアニスト（* 1941年）
- 2024年 - 二神光、俳優（* 1990年）

## 記念日・年中行事

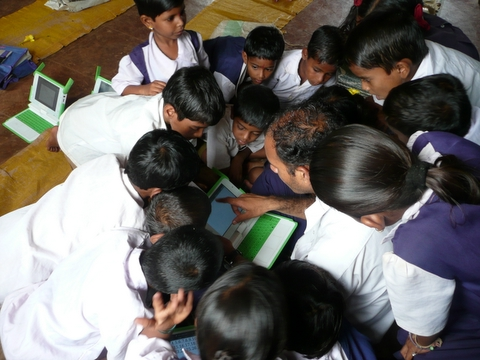
インドの教師と生徒たち。

- 国民栄誉賞の日（ 日本）
1977年のこの日、国民栄誉賞の第1号が王貞治に贈呈されたことを記念する。1977年9月3日、巨人軍の王貞治選手が、大リーグのハンク・アーロン選手の持つ最多本塁打記録を更新する756号本塁打を達成。政府はこの偉業を表彰すべく、同年8月末に「国民栄誉賞」を創設していた。
- 石炭の日／クリーン・コール・デー（ 日本）
「クリーン(9)・コール(5)」の語呂合せ。通商産業省（現：経済産業省）の呼びかけにより、日本鉄鋼連盟・電気事業連合会・日本石炭協会など石炭関係8団体で構成する「クリーン・コール・デー実行委員会」が1992年に制定。硫黄や窒素酸化物が除去され、石炭が大気を汚染しないクリーンエネルギーとなっていることをアピールし、エネルギー源としての石炭をPRするため、火力発電所の一般公開等が行われる[15]。
- 教師の日（ インド）
第2代インド大統領で、近代インドを代表する思想家でもあるサルヴパッリー・ラーダークリシュナンの1888年の誕生日を記念。
- ライトニング・マックィーンデー（ 日本）
映画『カーズ』の魅力をより多くの人に知ってもらおうと、ウォルト・ディズニー・ジャパンが制定。メインキャラクターのライトニング・マックィーンは『カーズ』に登場する天才レーサーで、彼のゼッケンが95であることからこの日を記念日とした[16]。